# Efon
Efon è una città della Repubblica Federale della Nigeria appartenente allo Stato di Ekiti. È il capoluogo dell'omonima area a governo locale (local government area) che si estende su una superficie di 232 km² e conta una popolazione di 86.941 abitanti.